# Kändisbarnvakten
Kändisbarnvakten var ett svenskt barnprogram i SVT:s Barnkanalen
på fredagskvällar. Under säsong tre (2015-2016) medverkade bland andra Petter, Maria Montazami och Thomas Ravelli.

## Tillvägagångssätt
I varje program får fyra barn följa med en känd person under en dag, då denne visar lite av sin vardag. Ett obligatoriskt moment är att barnvakten svarar på frågor skrivna i barnens medhavda pappersloppa.

### Tävlingsmoment
Det hela avslutas med att varje deltagande barn betygsätter barnvakten på en skala ett till tio, vilket kan ge en maximal poäng på 40 poäng.

## Säsonger
I tabellen nedan ses information om respektive säsong. Barnvakterna står i kronologisk ordning; den som står först var barnvakt i första programmet för säsongen osv.
| Säsong | Säsong | Avsnitt | Säsongsstart     | Säsongsavslutning | Barnvakter | Vinnare                         |
| ------ | ------ | ------- | ---------------- | ----------------- | --- | ------------------------------- |
|        | 1      | 12      | 4 oktober 2013   |                   | Dogge Doggelito, Caroline af Ugglas, Nour El Refai, Markoolio, Lina Eklund, Andreas Lundstedt, Lill-Babs, Mary N'diaye, Ralf Gyllenhammar, Morgan Alling, Shirley Clamp, Måns Zelmerlöw | Morgan Alling                   |
|        | 2      | 12      | 24 oktober 2014  | 16 januari 2015   | Caroline Seger, Anders Bagge, Panetoz, Caroline Winberg, Tobias Blom, Katrin Sundberg, Christer Fuglesang, Sean Banan, Carl Bildt, Edward Blom, Claudia Galli, Amy Diamond              | Panetoz                         |
|        | 3      | 12      | 4 december 2015  | 26 februari 2016  | Molly Sandén, Hasse Andersson, Heidi Andersson, Farzad Farzaneh, Thomas Ravelli, Josefin Johansson, Burnt Out Punks, Petter, Maria Montazami, Björn Ranelid, Babsan och Dolly Style     | Dolly Style och Burnt Out Punks |
|        | 4      | 12      | 30 december 2016 | 17 mars 2017      | Viktor Frisk, Mikaela Laurén, Adam Friberg, Helena Bergström, Fredde Granberg, Roy Fares, Sanna Persson Halapi, Rickard Söderberg, Nathalie Missaoui, Patrik Sjöberg, Lisa Ajax         | Mikaela Laurén                  |